# Западни апачи
Западните апачи са една от 6те основни дивизии на апачите, които живеят в Аризона, САЩ. Терминът западни апачи има две значения, което води до неяснота около идентичността на тези хора. Повечето автори прилагат този термин за всички южни атабаски групи, живеещи западно от Рио Гранде, включително и навахо. Това е съвсем невярно, тъй като на запад от Рио Гранде живеят и апачите чирикауа, които трябва да се изброяват отделно от другите апачи в региона, както и навахите, чиято култура се различава от тази на апачите.

## Основни групи
Към 1850 г. и преди това хората идентифицирани като западни апачи живеят в западна и централна Аризона и се състоят от 5 основни групи. Уайт Маунтънс апачите са тяхната най-източна група, кръстосваща района между планините Пиналеньо на юг и Уайт Маунтънс на север. На югозапад, до подножията на Санта Каталина и Галиуро и от двете страни на реките Сан Педро и Хила живеят Сан Карлос апачите. Територията на третата дивизия, Кибесу се простира на север от Солт Ривър, до Моголон Рим и на запад до Сиера Анча. Територията около планините Мазатзал и река Ийст Верде е заета от южните тонто. Северните тонто живеят по горните притоци на Рио Верде, далеч на север до планината Сан Франциско.
Днес учените класифицират западните апачи в няколко групи според говоримите диалекти.
Антропологът Гренвил Гудуин отбелязва 5 дивизии на западните апачи:
1 Уайт Маунтънс (източни и западни групи). На техния език „Дзил клигаи си’ан ндее – хората от Бялата планина“. На испански Сиера Бланка апачите. Наричани също и Койотеро, но това име понякога се използва като еквивалент на западни апачи.
- източни – Дзил Гха (хората от върха на планината)
- западни – Клинабаха

2 Кибесу (с групите Каризо, Кибесу и Каньон Крийк)
- Каньон Крийк – Гоклижин – хората от петнистия връх.
- Каризо – Тлокадигаин (Тлокадигаин бикох индее)
- Кибесу – Дзилгха’е (Дзил Т’аадин – хората от основата на планината)

3 Сан Карлос (с групите Пинал, Аравайпа, Сан Карлос, Апачи Пийк)
- Пинал (Пиналеньо, Тиисибаан, Т’иис Тсобан)
- Аравайпа
- Сан Карлос (Тсекаадин, Тсандее Дотан)
- Апачи Пийк (Нада догалнине – хората на разваления мескал)

4 Южни тонто (с групата Мазатзал и още 6 групи без имена)
- Мазатзал (Тсе нотлижин)

5 Северни тонто (с групите Мормон Лейк, Фосил Крийк, Балд Хилс, оук Крийк)
- Мормон Лейк (Дотлижи хаитиндее)
- Фосил Крийк (Ту дотлиж индее)
- Балд Хилс (Дасзине дасдаайе индее)
- Оук Крийк (Тсе хичии индее)

Някои учени оспорват тази класификация, но всички са съгласни на 3 основни диалектически групи – Сан Карлос, Уайт Маунтънс и Тонто.

## Култура
Социалната им организация включва система от матрилинейни кланове. Основна социална единица е разширеното семейство. Няколко такива семейства, които живеят и се трудят в един определен район образуват местната група. Наследствеността в семейството се предава по майчина линия. При брак мъжът се мести при роднините на жена си. Всяко семейство живее в колиба, наричана „коуа“ направена от преплетени клони в куполовидна форма и покрита с треви. Диетата им се състои от 35 – 40% месо и 60 – 65% растителни храни. Ловуват главно елени, антилопи и по-дребни животни. Не ядат риба. От растителните храни най-важни са агавето, сагуарото, бодливите круши, мескитите, жълъди, различни ядки и диви плодове. На малки нивички в речните долини засаждат също царевица, тикви и други култури. След срещата им с белите друг важен източник на храна стават набезите срещу фермите. Дрехите им са направени от кожи и са декорирани с мъниста и шев.
При западните апачи е добре развита племенната организация. Различните отряди на дадена група живеят близо един до друг и поддържат тесни връзки помежду си.
Основна фигура в обществото е вождът на местната група, който има абсолютен респект сред последователите си. Той е избиран от хората заради качествата му.
Днес западните апачи живеят в няколко резервата в Аризона и наброяват общо около 20 000 души.